# أبو بكر الملا الأحسائي
أبو بكر بن محمد بن عمر الأحسائي المشهور بـالمُلَّا الحنفي الأحسائي (23 فبراير 1784 - 30 نوفمبر 1853) (2 ربيع الآخر 1198 - 29 صفر 1270) عالم مسلم وفقيه حنفي وشاعر وكاتب أحسائي من أهل القرن الثالث عشر الهجري/ التاسع عشر الميلادي. ولد في الأحساء بإمارة الدرعية ونشأ بها. حفظ القرآن ولم يتجاوز عمره عشر سنين. درس مقدماته فيها على عدة من علماءها ثم ذهب إلى الحجاز للحج وإكمال دراسته. له مؤلفات كثيرة ونظم. توفي بمكة.

## سيرته
هو أبو بكر بن محمد بن عمر بن محمد بن عمر بن عبد الرحمن بن محمد بن علي بن حسين آل واعظ الحنفي الأحسائي. ولد بحي الكوت بمدينة الهفوف الأحسائية في إمارة الدرعية في اليوم 2 ربيع الثاني 1198/ 23 فبراير 1784 . توفي والدته في 1202 هـ وهو صغير، وتربى في حجر والده برعايته. أجلسه عند المعلم فأتقن الكتابة والقراءة وأكمل حفظ القرآن عن ظهر قلب ولم يتجاوز عمره عشر سنين. ثم اجتهد في تحصيل العلوم النقلية والعقلية على عدة علماء الأحساء ومن غيرهم ممن يقدم الأحساء. لقد تتلمذ على عماه عبد الرحمن بن عمر الملا الحنفي وأحمد بن عمر الملا الحنفي وحسين بن محمد بن أبي بكر الأحسائي وعبد الله الجعفري الطيار الشافعي. كما أخذ عن علماء الحجاز أثناء سفره لأداء مناسك الحج ومن أبرزهم محمد بن أحمد العطوشي المالكي ويس ميرغني الحنفي وتلقى علم الأخلاق والآداب من حسين بن أحمد الدوسري. ثم أجازه شيوخه للرواية كما أذنوا له بالإفتاء والتدريس.

اشتغل بالتأليف والتدريس في المدرسة الشلهوبية بحي الكوت في الهفوف التي تأسست عام 1183 هـ/ 1769 م نسبه الي اقدم مدرّسيها احمد بن محمد بن شلهوب فدرّس فيها العلوم الشرعية وقام بوعظ والإرشاد. تتلمذ على يده في هذه المدرسة عدد كبير من طلاب منهم ولداه محمد وعبد الله، ابن عمه محمد بن أحمد بن عمر الملا، ابن أخيه محمد بن عمر، وعبد الله بن عبد الرحمن آل عمير الشافعي، وسعيد بن عبد اللطيف آل عمير الشافعي، وأحمد بن محمد آل عثمان الشافعي وغيرهم ومن خارج البلاد عبد الله بن محمد المزروعي العماني وسالم بن علي بن نوح وعبد اللطيف بن عبد المحسن الصحاف البحريني وغيرهم. 
 كان يؤم الجماعة في المسجد في حي الكوت سميت باسمه وتناوب على إمامة المسجد مشايخ من أسرته.

## وفاته
توفي ليلة الخميس 29 صفر 1270/ 30 نوفمبر 1853 بمكة بإيالة جدة العثمانية بعد مرض ألزمه الفراش شهرين وذلك بعد فراغة من حج تلك السنة وقد صلى عليه في المسجد الحرام ودفن في مقبرة المعلاة في حوطة محمد صالح الريّس.

## شعره
ذكرت في معجم البابطين عن شاعريته:

## مؤلفاته
فقد ترك مصنفات كثيرة جاوزت التسعين، منها الكتاب الكبير والرسالة الصغيرة في مواضيغ شتى، مطبوعة ومخطوطة، منه:
- إتحاف الطالب، جمع فيه الأقوال المفتى بها على مذهب الحنفية، وشرحه في شرح أسماه منهاج الراغب إلى اتحاف الطالب.
- إتحاف النواظر بمختصر الزواجر، لابن حجر العسقلاني
- إرشاد القاري لصحيح البخاري، لخص فيه شرح القسطلاني على صحيح البخاري
- إسعاف أهل العبادة بنص الصلاة على السجادة
- التذكرة في أحوال الموتى والآخرة
- الشرعة في أحكام الشفعة
- الشهاب الثاقب المنصبّ على من حرّم أكل الأرنب
- العقد الأزهر في مولد النبي الأطهر
- القلائد العسجدية على الفوائد الشنشورية، وهي حاشية على الشنشورية شرح المنظومة الرحبية في الفرائض.
- الكوكب المنير في الصلاة على البشير النذير وشرحه شرحًا طويلًا.
- اللفظ المعقول في بيان تعريف الأصول
- النور الوهاج في قصة الإسراء و المعراج
- تلخيص كتاب روض الرياحين في حكايات الصالحين، لليافعي.
- تلخيص كتاب شرح الأربعين النووية، لابن رجب الحنبلي.
- جواهر المسائل، يشتمل على العبادات والمعاملات
- حادي الأنام إلى دار السلام، يشتمل على وصف الجنة في عشرين بابًا.
- حكم استبدال الأوقاف على مذهب الإمام أبي حنيفة والإمام أحمد بن حنبل رحمهم الله تعالى وما وقع فيها من الاتفاق والاختلاف
- خلاصة الإكتفاء في سيرة المصطفى والثلاثة الخلفاء، لخص فيه سيرة الإمام الكلاعي
- خلاصة اللطائف فيما للعام من الوظائف، لخص فيه كتاب اللطائف لابن رجب الحنبلي
- روضة النواظر والإلباب بذكر أعيان الصحابة النّجاب، لخص فيه كتاب الاستيعاب لابن عبد البر
- زواهر القلائد على مهمات القواعد، لخص فيه كتاب الأشباه والنظائر لابن نجيم مع حاشية الحموي عليها.
- سراج الظلم في شرح تلخيص الحكم
- عقد اللآلي بشرح بدء الأمالي
- قرة العيون المبصرة بتلخيص كتاب التبصرة لابن الجوزي، وهو كتاب مطبوع يشتمل على ستة وسبعين مجلسًا.
- كشف الالتباس فيما يحل ويحرم من الحرير في اللباس،على مذاهب الأربعة.
- محض النصيحة لمريد العقيدة الصحيحية
- مسلك المهتدين في عقائد الدين
- منظومة العقد الثمين في الصلاة على الرسول الأمين
- منظومة تحفة الطلاب، منظومة فقهية تحتوي على ألفين وخمسين بيتًا لخص فيها المنظومة الهاملية.
- منهاج السالك
- منهل الصفا في شمائل المصطفى
- نبذة من فتاوى الشيخ إبراهيم بن حسن الأحسائي
- نخبة الاعتقاد، وشرحه في منهج الرشاد
- هداية المحتذي شرح شمائل الترمذي، لخص فيه شرح المناوي على الشمائل، وزاد فيه من شرح علي قاري.
- وسيلة الطلب، مختصر فيما لا يسع المكلف جهله من الأحكام
- وقاية التلف بمعتقد السلف

وله مؤلفات أخرى في الأذكار والأدعية في مناسك الحج وختم القرآن وغيرها والسيرة.

## وصلات خارجية
- في معجم البابطين